# Strawberry Arena
La Strawberry Arena (anciennement Friends Arena, également appelée Nationalarenan) est un stade à toit rétractable à Solna, près de Stockholm. Il est le plus grand stade des pays nordiques. 
Les équipes résidentes du stade sont l'AIK Solna et l'équipe de Suède de football qui déménagent depuis le stade Råsunda.

## Nom
La banque Swedbank acheta le nom du stade pour 153 millions de couronnes et ce jusqu'en 2023. Le stade fut alors connu sous le nom de Swedbank Arena entre 2007 et 2012 où Swedbank annonça qu'elle changeait le nom pour Friends Arena, une association suédoise contre le harcèlement scolaire.
En juillet 2024, le stade change de nom et devient la Strawberry Arena du fait d'un nouveau contrat de nommage avec l'entreprise Strawberry (en).

## Construction
Le stade est construit à proximité de la gare de Solna, à 6 km de la gare centrale de Stockholm par le train de banlieue de Stockholm. Il a un parking de 4000 places et a coûté au total 1,9 milliard de couronnes contre 2,3 milliards dans une précédente estimation. Il remplace le stade de Råsunda, à l'emplacement duquel sont construits des immeubles d'habitation et de bureau.
Le nouveau stade possède un toit rétractable permettant la tenue des matchs en hiver et l'accueil de spectacles et de concerts. Sa capacité totale est de 54 000 spectateurs pour des matchs et jusqu'à 65 000 pour des concerts.

## Utilisation du stade
Le stade est inauguré le 27 octobre 2012. Le concert d'inauguration réunit de nombreux artistes scandinaves dont Tim Bergling (Avicii) The Hives, Icona Pop, Roxette, Danny Saucedo et Loreen. 
Le match inaugural s'est tenu le 14 novembre 2012 entre la Suède et l'Angleterre, en match amical. L'équipe locale l'emporte 4-2 grâce à un quadruplé de Zlatan Ibrahimović, auteur également du premier but dans ce stade.

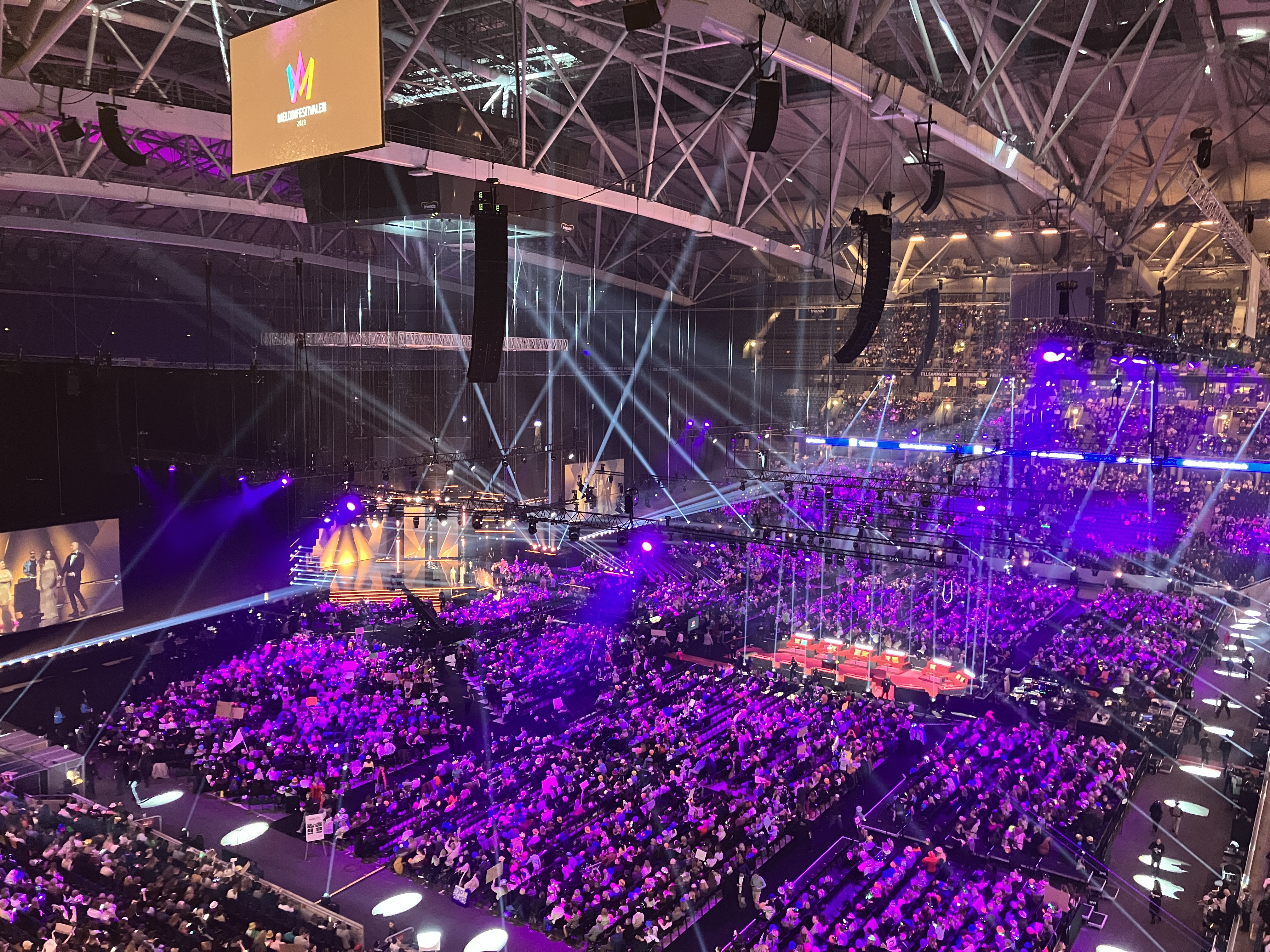
La Friends Arena lors de la finale du Melodifestivalen 2023

Le stade accueille depuis 2013 (et à l'exception de 2021 pour cause de pandémie de Covid-19), la finale du Melodifestivalen, sélection nationale suédoise pour le Concours Eurovision de la Chanson.
La Friends Arena a accueilli la finale du l'Euro 2013 Féminin qui a eu lieu en Suède du 10 au 28 juillet 2013.
Le stade a accueilli la finale de la Ligue Europa le 24 mai 2017.
Le groupe Guns N' Roses y a donné un concert le 29 juin 2017 dans le cadre de la tournée Not In This Lifetime.
Un concert hommage au DJ Avicii a eu lieu le 5 décembre 2019. David Guetta joue à cette occasion une ébauche nommée officieusement "Before I Could Say Goodbye", réalisée en collaboration avec Avicii et Afrojack et enregistrée peu de temps avant la mort du DJ suédois. Guetta a indiqué au micro qu'il jouait le morceau pour la première fois et certainement pour la dernière. Il évoque un certain "Giorgio" qui aurait également contribué au morceau, on évoque a coup sur Giorgio Tuinfort. En revanche il ne fait pas mention d'Amanda Wilson qui a enregistré les parties vocales. De nombreux autres artistes sont montés sur scène, comme Dimitri Vegas & Like Mike, Kygo, Laidback Luke, Nicky Romero, Rita Ora, Adam Lambert,.
Le stade accueille trois dates de la tournée The Eras Tour de la chanteuse américaine Taylor Swift les 17, 18 et 19 mai 2024.